# Tímea Sugár
Tímea Sugár, född 21 oktober 1977 i Pécs i Ungern är en ungersk före detta handbollsmålsvakt och efter spelarkarriären målvaktstränare.

## Klubbkarriär
Sugár började spela handboll vid sex års ålder, och vid 13 års ålder var hon redan en certifierad spelare för  Pécsi Lepke. Sugár debuterade i högsta ligan 1994, vid 17 års ålder, för MSC Pécsi. Hon spelade sedan i Kiskunhalas och Debrecen SC. Från 1999  var hon målvakt Ferencvárosi TC (FTC) och spelade 251 matcher i den klubben. Med FTC blev hon ungersk mästare två år. Karriären fortsatte i Ungern 2004 - 2007 för klubben Fehérvár KC som då hette Cornexi-Alcoa. Med Fehérvár vann hon EHF-cupen 2005. 2006 drabbades hon av en allvarlig knäskada i en vänskapsmatch mot Brasilien. Det blev hennes sista landskamp. Även om hon återvände till planen efter 9 månaders rehabilitering, fortsatte hon att besväras av smärta, så därför avslutade hon sin aktiva karriär 2007.

## Målvaktstränare
Sugár tog examen från University of Pécs 2003 som idrottslärare. Efter sin spelarkarriär arbetade hon för ungdomslagen i Fehérvár KC  och som målvaktstränare för vuxenlaget. Hon har en egen målvaktsträningsmetod i flera klubbar under namnet Ray Goalkeeper Training.  2018 publicerade hon sin första professionella bok, Ray Handball Goalkeeping Method I. - A Collection of Techniques for Defending Shots.

## Landslagskarriär
År 2000 debuterade hon för det ungerska landslaget på ön Réunion, mot Frankrike. Samma år 2000 var hon med i det ungerska landslaget, som vann Europamästerskapet i handboll för damer 2000 i Rumänien. Ungern tillhörde världseliten dessa år och vid Världsmästerskapet i handboll för damer 2003 vann laget silver och vid VM 2005 i Ryssland vann Ungern brons. Hon spelade 101 matcher i landslaget från 2000 till 2006.

## Meriter i klubblag
- Nemzeti bajnokság I (ungerska ligan)
  -  2000, 2002
- Magyar Kupa (ungerska cupen)
  -  2001, 2003
- EHF Champions League:
  -  2002
- EHF-cupen:
  -  2005